# 검은방 2
《밀실탈출: 검은방 2》는 일렉트로닉 아츠 모바일 코리아(EA Mobile Korea)에서 제작한 추리, 공포 장르의 모바일 어드벤처 게임이다. 2009년 7월 KT, SKT, LGT의 이동통신 3사에 출시되었다. 기존 검은방:밀실탈출과는 달리, 루트가 2개로 나뉘어 진행하게 된다.

## 스토리
모두 허강민이 꾸민 일로, 류태현과 하무열을 제외한 배 안에 모인 사람들은 불법장기매매에 관련된 사람들이다. 1년전, 양수연은 자신의 남자친구(강수혁과 사귀기 전에 사귀었던)와 함께 여행하는 도중, 운전실수로 인하여 남자친구를 혼수상태에 빠뜨린다. 남자친구는 병원으로 이송됐으나 깨어날 기미가 보이지 않았다. 그러던 어느날 양수연은 남자친구가 죽었다는 소식을 접하게 됐고 그 배후에는 장기밀매조직이 있다는 것을 알게된다. 강수혁은 양수연의 남자친구가 입원해있는 병원의 행정실장이자 장기밀매조직의 장기매매 브로커이고, 양수연의 남자친구가 혼수상태인 점을 이용해 그의 장기를 적출하여 불법으로 매매했다. 그렇게 불법으로 장기를 이식받은 사람이 서준용(간), 장혜진(각막), 우희경(췌장), 허대수(신장)이다. 양수연은 이 사실을 알고 자신이 할 수 있는만큼 정보를 모아 폭로전문 르포라이터 김재하에게 넘겼으나, 그는 장기밀매조직의 뒷돈을 받고 그 정보를 모두 폐기한다. 양수연은 강수혁과 김재하, 그리고 장기를 이식받은 사람들에게 복수하기 위해 허강민과 접촉하여 모든일을 계획하고 강수혁에게 고백하여 1년간 교제한다. 그 시간이 지난후, 양수연은 관련된 사람들과 본인을 폐선박에 가두고 한명씩 복수해나가기 시작한다.

## 주인공
양수연 루트
- 양수연: 강수혁의 여자친구. 대학생이다. 조용하고 차분하며 온화한 성격이다.(48 kg/9월 23일)
- 강수혁: 양수연의 남자친구. 회사원이며, 훤칠한 키에 번듯한 외모를 지녔으나 성격이 급하고 얼음칼날 같은 면이 있다.(77 kg/3월 31일)
- 서준용: 삼수생이다. 학구적인 외모에 비해 실 성적은 따르지 않았던 듯. 손재주와 눈썰미가 뛰어나다.(57 kg/9월 7일)
- 장혜진: 눈의 문제로 인해 휴학중이다. 아담한 체구에 쏘아붙이는 말투를 지닌 여성으로, 앙칼진 고양이와 같은 이미지.(43 kg/10월 9일)

류태현 루트
- 류태현: 전작의 주인공이며 이전 사건을 해결, 하무열 형사의 주선(?)으로 경찰에 들어온다. 강력계를 희망했으나 어쩌다보니 교통지도과 순경으로 와 있다.(62 kg/4월 21일)
- 우희경: 전직 배우. 청순가련한 이미지의 배역으로 조용한 인기를 끌었으나 건강 문제로 은퇴했다.(46 kg/5월 28일)
- 김재하: 르포 전문의 베테랑 기자. 속물적인 말투에 기자라기 보다는 사냥꾼같은 이미지이다. 삼시세끼보다 돈이 더 중요하다는 인간으로 돈을 받고 기사를 폐기하기도 한다.(71 kg/12월 14일)
- 허대수: 큰 몸집에 건방진 말투를 지닌 고시생. 자기보다 10년은 더 나이가 많은 김재하에게도 반말을 내뱉는다. 건강상 문제로 대학을 졸업하고 고시를 준비중이라고 한다.(82 kg/7월 4일)

이 외 주인공
- 하무열: 강력계 형사였으나 전작에서 총상을 입어 현재 사이버 수사대 형사. 류태현과 함께 전작의 사건을 해결한 바 있으며, 그의 개입으로 사건은 결말을 향해 치닫게 된다.(72 kg/1월 16일)
- 허강민: 전작의 범인. 새로운 무대와 등장인물로 이 게임을 설계한 자이다. 선을 넘어간 그는 다시는 인간으로 돌아오지 못했다.(62 kg/9월 15일)

## 게임플레이
기본적인 플레이는 검은방:밀실탈출과 같다. 1회차, 2회차로 나뉘는 대신 양수연 루트, 류태현 루트로 나뉜다. 양수연 루트에서 어떤 선택을 했는지에 따라 류태현 루트에서의 진행이 달라지게 된다.
검은방과는 달리 캐릭터 프로필이 갱신 방식이 아닌 수집 방식이며, 캐릭터 프로필이나 키워드 파일, 엔딩을 모두 모을 경우 특전 열쇠를 얻을 수 있다.
세 번째 희생자가 나올 시 류태현이 개드립을 치는 "그게나야 2009" 개그 엔딩을 볼 수 있다.

## 특전 루트
프로필 특전 - 캐릭터 프로필 파일 90개를 모두 얻을 경우 프로필 열쇠를 얻게 된다. 이 열쇠를 3층 계단의 방에서 사용하면 호러특전인 무간지옥 루트로 넘어가게 된다. (모든 시점)
키워드 특전 - 키워드 파일 165개를 모두 얻을 경우 키워드 열쇠를 얻게 된다. 이 열쇠를 3층 계단의 방에서 사용하면 개그특전인 장기전대 도우너맨 루트로 넘어가게 된다. (모든 시점)
엔딩 특전 - 히든 엔딩 1개와 특전 엔딩 3개를 포함한 30개의 엔딩을 모두 모을 경우 엔딩 열쇠를 얻게 된다. 3층 계단의 방에서 사용시 EA스튜디오 특전인 "생방송 - 화제편중" 을 볼 수 있다.

## 시리즈
이 외에도 전작 검은방, 검은방3, 검은방4 시리즈가 있다. 각각 1년의 간격을 두고 출시되었다. (검은방: 2008년, 검은방2: 2009년, 검은방3: 2010년, 검은방4: 2011년)